# Тридубська волость
Тридубська волость — історична адміністративно-територіальна одиниця Балтського повіту Подільської губернії Російської імперії. Волосний центр — село Тридуби.
Станом на 1885 рік складалася з 10 поселень, 10 сільських громад. Населення — 11399 осіб (5708 чоловічої статі та 5691 — жіночої), 2001 дворових господарств.
|                     | Площа, десятин | У тому числі орної, дес. |
| ------------------- | -------------- | ------------------------ |
| Сільських громад    | 19887          | 17156                    |
| Приватної власності | 7382           | 4007                     |
| Казенної власності  | 244            | 10                       |
| Іншої власності     | 502            | 387                      |
| Загалом             | 28015          | 21560                    |

Поселення:
- Тридуби — село, колишнє військове поселення, дворів 428, мешканців 2385; волосне правління (відстань до повітового міста 67 верст), церква православна, школа, поштова станція, 5 постоялих будинків.
- Бурилове — село, колишнє військове поселення, дворів 234, мешканців 1475; церква православна, постоялий будинок.
- Дубинове — село, колишнє військове поселення, при р. Бог, дворів 236, мешканців 955; церква православна, школа, 2 постоялих будинки.
- Красненьке — село, колишнє військове поселення, при р. Бог, дворів 236, мешканців 1281; церква православна, постоялий будинок, 4 водяних млина.
- Курячі Лози — село колишнє власницьке, дворів 194, мешканців 1103; церква православна, школа, постоялий будинок, водяний млин.
  - Адамівка[2]
- Очеретня (Немирівка) — село, колишнє військове поселення, дворів 160, мешканців 805; церква православна, постоялий будинок.
- Секретарка — село, колишнє військове поселення, при р. Малій (Гнилюхи), дворів 322, мешканців 1760; церква православна, школа, постоялий будинок, базар (пол вівторкам).
- Сорочинка.
- Станіславчик.